# Piper grandipedunculum
Piper grandipedunculum är en pepparväxtart som beskrevs av C. Dc.. Piper grandipedunculum ingår i släktet Piper och familjen pepparväxter. Inga underarter finns listade i Catalogue of Life.